# Six Jours de New York

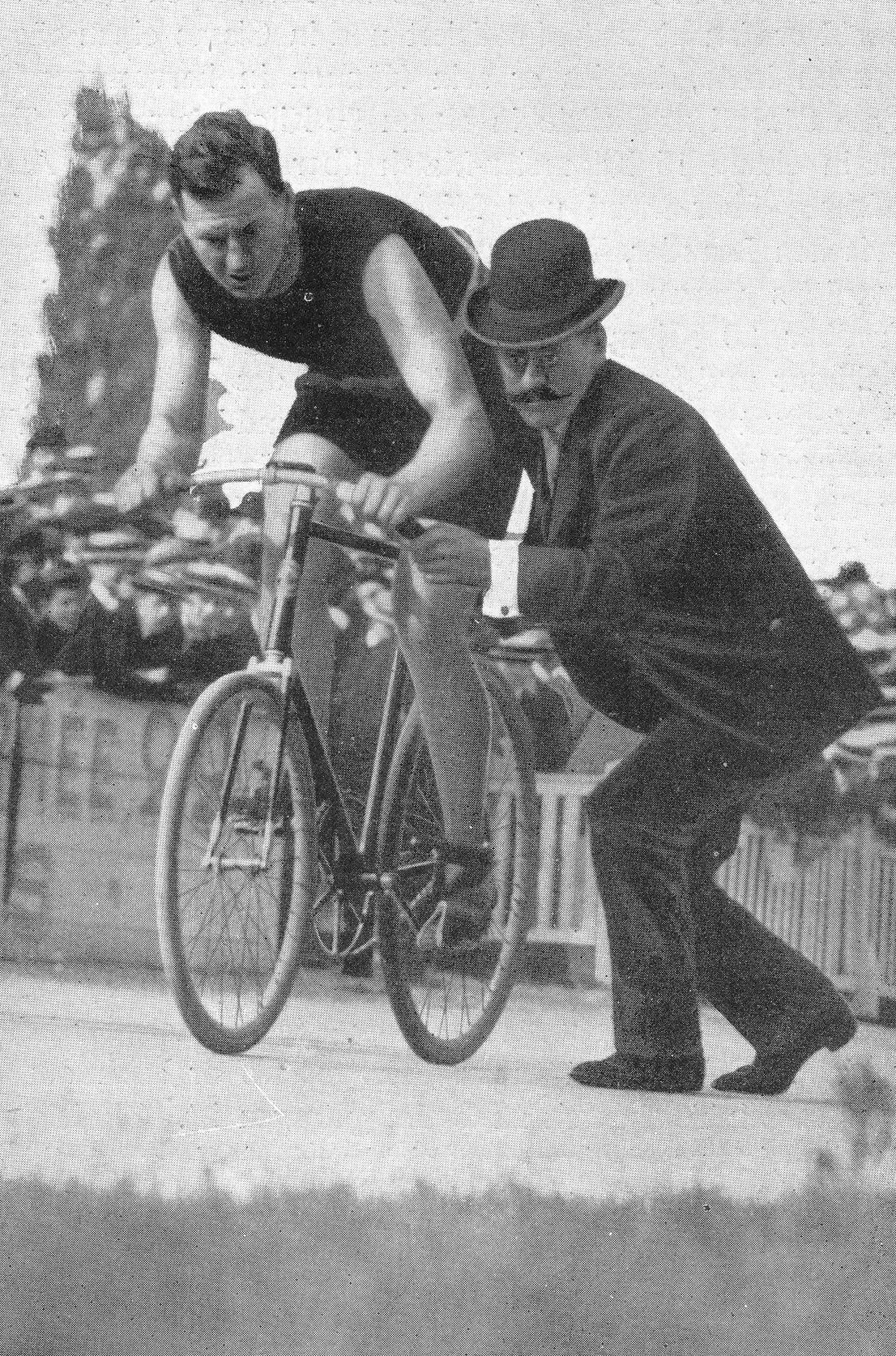
George Leander remporte l'épreuve en 1902

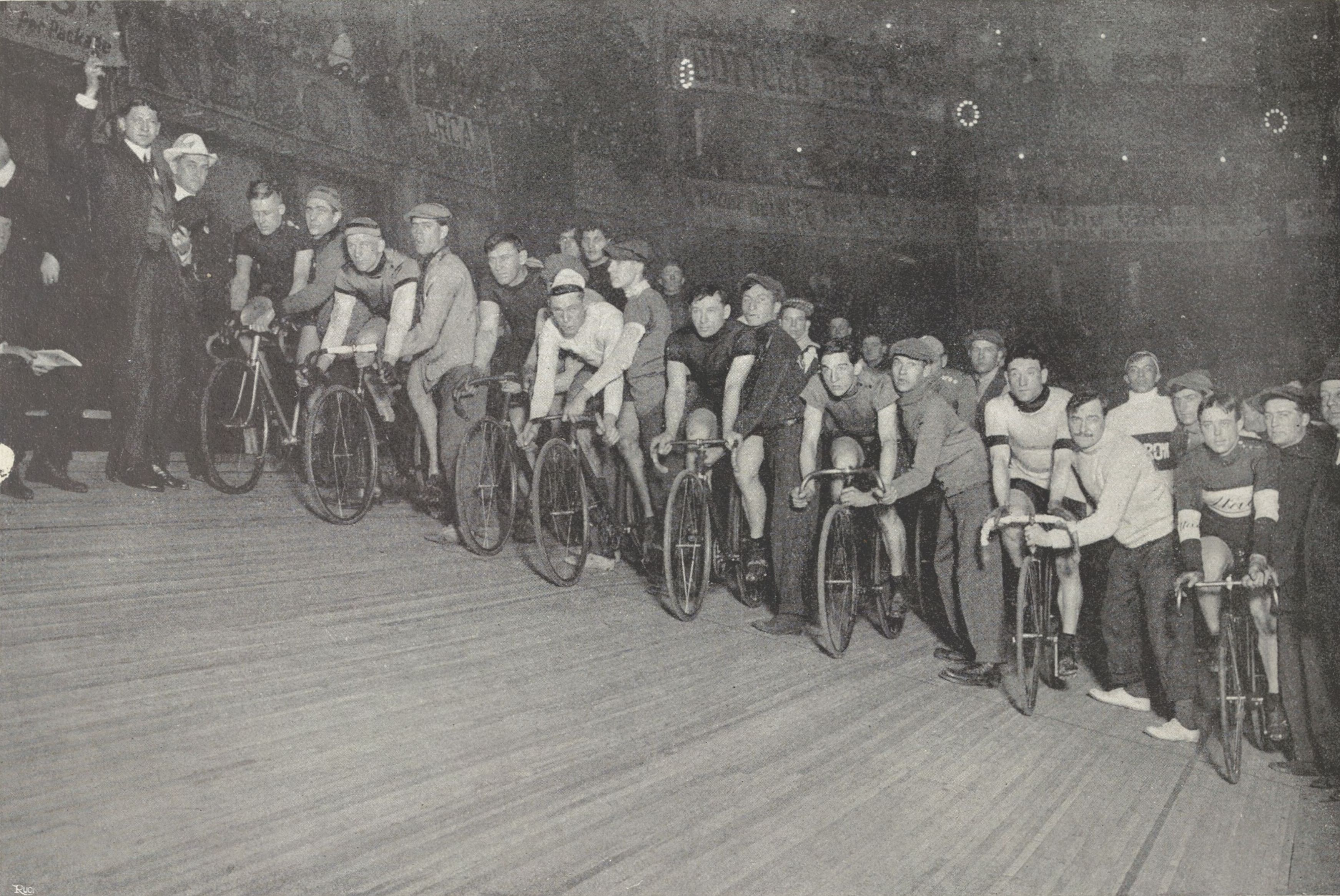
Départ des Six Jours de New York, 1913

Les Six Jours de New York (en anglais : Six days of New York) sont une ancienne course cycliste de six jours disputée au Madison Square Garden de New York, connue comme la Ronde de New-York, la Course vers nulle part ou la Cage aux Écureuils.
En 1891, elle mettait en compétition des coureurs individuels qui couraient 24 heures sur 24 pendant 6 jours,. Il s'agissait d'une épreuve d'endurance. En décembre 1896, Major Taylor participa a ce type de compétition. La formule a évolué ensuite pour mettre en compétition des équipes de deux coureurs.
La première édition des Six Jours (équipe de deux) a lieu en décembre 1899 et est remportée par Charles Miller et Frank Waller. De 1915 à 1937, John Chapman organise la course, au Madison Square Garden, qu'il a également dirigé temporairement. En janvier 1929, Jack Curley (en), Leo Folger et Alf Goullet organisent des six jours au Kingsbridge Armory (en) pour les "dissidents" suspendus parce qu'ils ont couru à Chicago avec  Willie Spencer qui est en désaccord avec les statuts de la National Cycling Association (N. C. A) de Chapman,. La compétition est organisée une ou plusieurs fois par an. Elles sont passées de une à deux fois par an en 1920, jusqu'en 1939. Après la Seconde Guerre mondiale, les Six Jours réapparaissent en 1948, mais ne rencontrent plus le succès d'avant-guerre et cessent une première fois après 1950. Deux dernières éditions ont lieu en 1959 et 1961 sans réussite au vélodrome du Fort Washington Avenue Armory (en). L'édition du 22 mars 1959 est arbitrée sous la houlette de Joe Fogler.
Au total, les Six Jours de New York ont été disputés à 70 reprises. Seuls les Six Jours de Berlin comptent davantage d'éditions. L'Australien Alfred Goullet et l'Italien Franco Giorgetti y détiennent le record de victoires avec huit succès.

## Palmarès
| Année     | Vainqueur                             | Deuxième                            | Troisième                             |
| --------- | ------------------------------------- | ----------------------------------- | ------------------------------------- |
| 1899      | Charles Miller Frank Waller           | Otto Maya Archie McEachern          | Louis Grimm Burns Pierce              |
| 1900      | Harry Elkes Floyd McFarland           | Archie McEachern Burns Pierce       | Jean Gougoltz César Simar             |
| 1901      | Robert Walthour Archie McEachern      | Otto Maya Lester Wilson             | Ben Munroe Jeddy Newkirk              |
| 1902      | Floyd Krebs George Leander            | Jeddy Newkirk Jacobson              | Otto Maya Floyd McFarland             |
| 1903      | Ben Munroe Robert Walthour            | Nat Butler George Leander           | Floyd Krebs Peterson                  |
| 1904      | Oliver Dorlon Eddy Root               | John Stol Arthur Vanderstuyft       | W.E. Samuelson E. Williams            |
| 1905      | Joe Fogler Eddy Root                  | John Bedell Menus Bedell            | Hugh McLean Jimmy Moran               |
| 1906      | Joe Fogler Eddy Root                  | Burton Downing Bill Hopper          | Floyd McFarland Walter Rütt           |
| 1907      | John Stol Walter Rütt                 | Joe Fogler Jimmy Moran              | Victor Dupré Léon Georget             |
| 1908      | Floyd McFarland Jimmy Moran           | John Stol Walter Rütt               | Walter De Mara Alfred Hill            |
| 1909      | Jack Clark Walter Rütt                | Joe Fogler Eddy Root                | Elmer Collins Robert Walthour         |
| 1910      | Jimmy Moran Eddy Root                 | Jack Clark Walter Rütt              | Joe Fogler Alfred Hill                |
| 1911      | Jack Clark Joe Fogler                 | Frank Kramer Jimmy Moran            | Walter De Mara Percy Lawrence         |
| 1912      | Joe Fogler Walter Rütt                | John Bedell Worth Mitten            | Jack Clark Alfred Hill                |
| 1913      | Joe Fogler Alfred Goullet             | Percy Lawrence Jake Magin           | Reginald McNamara Eddy Root           |
| 1914      | Alfred Grenda Alfred Goullet          | Peter Drobach Iver Lawson           | Reginald McNamara Jimmy Moran         |
| 1915      | Alfred Grenda Alfred Hill             | Reginald McNamara Robert Spears     | Percy Lawrence Jake Magin             |
| 1916      | Marcel Dupuy Oscar Egg                | Eddy Madden Eddy Root               | Reginald McNamara Robert Spears       |
| 1917      | Alfred Goullet Jake Magin             | Frank Corry Eddy Madden             | William Hanley Alfred Hill            |
| 1918      | Reginald McNamara Jake Magin          | Frank Corry Eddy Madden             | Alfred Grenda Alfred Hill             |
| 1919      | Alfred Goullet Eddy Madden            | Marcel Dupuy Oscar Egg              | Reginald McNamara Jake Magin          |
| 1920 (1)  | Alfred Goullet Jake Magin             | Alfred Hill Harry Kaiser            | Marcel Dupuy William Hanley           |
| 1920 (2)  | Ray Eaton Harry Kaiser                | Alfred Goullet Alfred Hill          | Eddy Madden Jake Magin                |
| 1920 (3). | Maurice Brocco Willy Coburn           | César Debaets Aloïs Persyn          | Jules Van Hevel Henri Van Lerberghe   |
| 1921 (1)  | Oscar Egg Piet van Kempen             | Maurice Brocco Willy Coburn         | Willy Lorenz Walter Rütt              |
| 1921 (2)  | Maurice Brocco Alfred Goullet         | Willy Coburn Walter Rütt            | Percy Lawrence Lloyd Thomas           |
| 1922 (1)  | Alfred Grenda Reginald McNamara       | Harry Kaiser Alfred Taylor          | Maurice Brocco Charles Deruyter       |
| 1922 (2)  | Gaetano Belloni Alfred Goullet        | Maurice Brocco Willy Coburn         | Ray Eaton Oscar Egg                   |
| 1923 (1)  | Alfred Grenda Alfred Goullet          | Sammy Gastman Dave Lands            | Oscar Egg Piet van Kempen             |
| 1923 (2)  | Ernest Kockler Percy Lawrence         | Reginald McNamara Piet van Kempen   | Harry Horan Eddy Madden               |
| 1924 (1)  | Maurice Brocco Marcel Buysse          | Anthony Beckman Oscar Egg           | Harry Horan Eddy Madden               |
| 1924 (2)  | Reginald McNamara Piet van Kempen     | Franco Giorgetti Robert Walthour Jr | Marcel Buysse Alfons Goossens         |
| 1925 (1)  | Fred Spencer Robert Walthour Jr       | Harry Horan Reginald McNamara       | Alfons Goossens Henri Stockelynck     |
| 1925 (2)  | Gerard Debaets Alfons Goossens        | Franco Giorgetti Reginald McNamara  | Fred Spencer Robert Walthour Jr       |
| 1926 (1)  | Franco Giorgetti Reginald McNamara    | Anthony Beckman Carl Stockholm      | Charles Lacquehay Georges Wambst      |
| 1926 (2)  | Pietro Linari Reginald McNamara       | Franco Giorgetti Gaetano Belloni    | Carl Stockholm Charles Winter         |
| 1927 (1)  | Franco Giorgetti Reginald McNamara    | Fred Spencer Robert Walthour Jr     | Anthony Beckman Otto Petri            |
| 1927 (2)  | Fred Spencer Charles Winter           | Georges Faudet Gabriel Marcillac    | Norman Hill Otto Petri                |
| 1928 (1)  | Franco Giorgetti Gérard Debaets       | Anthony Beckman Gaetano Belloni     | Marcel Boogmans Alfonso Zucchetti     |
| 1928 (2)  | Franco Giorgetti Fred Spencer         | Paul Broccardo Alfred Letourneur    | Reginald McNamara Klaas van Nek       |
| 1929 (1)  | Dave Lands Willy Grimm                | Robert Walthour Jr Charles Winter   | George Dempsey Norman Hill            |
| 1929 (2)  | Franco Giorgetti Gérard Debaets       | Robert Walthour Jr Franz Duelberg   | Anthony Beckman Gaetano Belloni       |
| 1929 (3)  | Franco Giorgetti Gérard Debaets       | Fred Spencer Franz Duelberg         | Paul Broccardo Alfred Letourneur      |
| 1930 (1)  | Gaetano Belloni Gérard Debaets        | Anthony Beckman Norman Hill         | Harry Horan Harris Horder             |
| 1930 (2)  | Paul Broccardo Franco Giorgetti       | Adolphe Charlier Roger De Neef      | Alfredo Binda Pietro Linari           |
| 1931 (1)  | Marcel Guimbretiere Alfred Letourneur | Paul Broccardo Pietro Linari        | Willie Grimm Emil Richli              |
| 1931 (2)  | Marcel Guimbretiere Alfred Letourneur | Georges Coupry Michel Pecqueux      | Gerard Debaets Franco Giorgetti       |
| 1932 (1)  | Reginald McNamara William Peden       | Prudent Delille Adolphe Van Nevele  | Marcel Guimbretiere Alfred Letourneur |
| 1932 (2)  | Fred Spencer William Peden            | Willie Grimm Norman Hill            | Franco Giorgetti Alfred Letourneur    |
| 1933 (1)  | Gerard Debaets Alfred Letourneur      | Alfredo Binda Norman Hill           | Paul Croley Franco Giorgetti          |
| 1933 (2)  | William Peden Alfred Letourneur       | Gerard Debaets Norman Hill          | George Dempsey Robert Walthour Jr     |
| 1934 (1)  | Paul Broccardo Marcel Guimbretiere    | Gerard Debaets Robert Thomas        | Tino Reboli Eduardo Severgnini        |
| 1934 (2)  | Gerard Debaets Alfred Letourneur      | Paul Broccardo Adolf Schön          | Franco Giorgetti Norman Hill          |
| 1935 (1)  | Franco Giorgetti Alfred Letourneur    | Gerard Debaets Ewald Wissel         | Gaetano Belloni Tino Reboli           |
| 1935 (2)  | Gustav Kilian Heinz Vopel             | Alfred Crossley Jimmy Walthour      | Paul Broccardo Alfred Letourneur      |
| 1936 (1)  | Gustav Kilian Heinz Vopel             | Omer De Bruycker Frederick Verhaege | Emile Diot Emile Ignat                |
| 1936 (2)  | Albert Crossley Jimmy Walthour        | William Peden Robert Thomas         | Gerard Debaets Alvaro Giorgetti       |
| 1937 (1)  | Jean Aerts Omer De Bruycker           | Emile Diot Emile Ignat              | Tino Reboli Robert Thomas             |
| 1937 (2)  | Gustav Kilian Heinz Vopel             | Emile Diot Emile Ignat              | Doug Peden William Peden              |
| 1938      | Gustav Kilian Heinz Vopel             | Doug Peden William Peden            | Alfred Crossley Jimmy Walthour        |
| 1939 (1)  | Doug Peden William Peden              | Gustav Kilian Robert Thomas         | Alfred Crossley Jimmy Walthour        |
| 1939 (2)  | Cesare Moretti Jr Cecil Yates         | Doug Peden William Peden            | Jules Audy Robert Thomas              |
| 1940-47   | Non-disputés                          |                                     |                                       |
| 1948 (1)  | Angelo De Bacco Alvaro Giorgetti      | Emile Ignat Henri Surbatis          | Erwin Pesek Charly Yaccino            |
| 1948 (2)  | Emile Bruneau Louis Saen              | Mathias Clemens Lucien Gillen       | Gerard van Beek Arie Vooren           |
| 1948 (3)  | Cesare Moretti Jr Alvaro Giorgetti    | Angelo De Bacco Charles Bergna      | Walter Diggelmann Hugo Koblet         |
| 1949 (1)  | Walter Diggelmann Hugo Koblet         | Henri Surbatis Alvaro Giorgetti     | René Cyr Ferdinand Grillo             |
| 1949 (2)  | Reginald Arnold Alfred Strom          | Severino Rigoni Ferdinando Terruzzi | Fernand Spelte Kamiel Dekuysscher     |
| 1950      | Severino Rigoni Ferdinando Terruzzi   | Antonio Bevilacqua Alvaro Giorgetti | Bernard Bouvard Roger Godeau          |
| 1951-58   | Non-disputés                          |                                     |                                       |
| 1959      | Leandro Faggin Ferdinando Terruzzi    | Jan Plantaz Wout Wagtmans           | Knud Lynge Günther Ziegler            |
| 1960      | Non-disputés                          |                                     |                                       |
| 1961      | Oskar Plattner Armin Von Bueren       | Leandro Faggin Ferdinando Terruzzi  | Rudi Altig Lucien Gillen              |